# 후안 메리노
후안 메리노 루이스(스페인어: Juan Merino Ruiz, 1970년 8월 24일, 안달루시아 주 라 리네아 ~)는 스페인의 전직 축구 선수로, 주로 중앙 수비수로 활약했으며, 현재 감독이다.
현역 17년 동안, 그는 안달루시아에서만 활약했는데, 베티스와 레크레아티보 소속으로 활동하였는데, 1부와 2부 리그 도합 200경기 이상 출전했다.
또한, 메리노는 감독으로서, 선수 시절 활약했던 구단의 감독을 모두 맡아보았다.

## 선수 경력
카디스 도 라 리네아 데 라 콘셉시온 출신인 메리노는 베티스의 1군에 1990년 합류하였고, 말년에 주장도 맡았다. 그는 베티스 선수로 12년 활동하면서 이 중 8년을 라 리가에서 활약했고, 1부 리그에서 203경기 출전하여 2골을 넣었고, 도합 300경기를 넘게 출전했다. 1996-97 시즌, 그는 36번의 경기에 출전해 리그 4위의 성적에 일조했다.
2002-03 시즌, 메리노는 안달루시아 주의 또다른 구단인 레크레아티보에 입단했다. 이적 1년차에 소속 구단은 강등되었지만, 2006년에 1부 리그에 복귀했다. 2006-07 시즌, 23번의 경기에 출전한 그는 1부, 2부 리그 포함 500번이 넘는 공식 경기에 출전한 기록을 남기고 현역에서 은퇴했다.

## 감독 경력
은퇴 직후, 메리노는 단장으로서 베티스에 재합류했다. 2009년, 그는 수석 코치로 명명되어 두 명의 감독과 동행했다.
2010-11 시즌, 메리노는 베티스와의 연을 정리하고, 당시 세군다 디비시온에 속한 레크레에 복귀해 세비야의 전 수비수였던 파블로 알파로의 수석 코치가 되었더, 알파로 감독은 8경기 만인 10월 중순에 4무 4패의 부진한 성적으로 경질되었고, 후임 감독인 카를로스 리오스 감독이 뒷수습하여 2부 리그에 잔류했다.
2011년 6월 14일, 메리노는 헤레스 감독으로 취임했다. 그는 같은 해 12월 5일에 성적 부진으로 경질되었다.
2014년 6월 25일, 소속 없이 3년을 보내던 메리노는 베티스 B의 감독으로 취임했다. 11월 25일, 훌리오 벨라스케스 감독의 해임으로, 그는 감독 대행으로 1군을 지휘했다. 그는 4경기 동안 선수단을 지휘했는데, 지휘한 경기 수 만큼 승리하고, 페페 멜에게 바통을 넘겨주고 원 지위로 복귀했다.
2016년 1월 11일, 메리노는 멜 감독의 결질로 또다시 베티스의 감독 대행을 맡았다. 2월 3일, 그는 시즌 말까지 감독을 맡기로 계약했다.
2016년 5월 25일, 구스타보 포예트 감독의 취임으로, 메리노는 베티스를 떠났다. 12월 28일, 그는 비센테 모레노 감독의 후임으로 2부 리그의 짐나스틱 감독이 되었으나, 그도 강등권에 허덕이면서 이듬해 5월 20일에 해임되었다.
2017년 10월 18일, 메리노는 루이스 카리온 감독의 후임으로 2부 리그의 코르도바의 감독이 되었다. 그는 12월 7일, 무승에 3무 7패로 부진한 성적을 거두고 경질되었다.
메리노는 2019년 4월 29일에 페드로 무니티스 감독의 후임으로 UCAM 무르시아의 감독을 맡으면서 3경기를 남겨놓고 소속 구단을 세군다 디비시온 플레이오프전에 올려놓을 특명을 받았다.

## 감독 통계
2019년 5월 19일 기준
| 구단               | 국적      | 취임             | 해임             | 기록 | 기록 | 기록 | 기록 | 기록 | 기록 | 기록 | 기록  | 주     |
| 구단               | 국적      | 취임             | 해임             | 전   | 승   | 무   | 패   | 득   | 실   | 차   | 율 %  | 주     |
| ------------------ | --------- | ---------------- | ---------------- | ---- | ---- | ---- | ---- | ---- | ---- | ---- | ----- | ------ |
| 헤레스             | 스페인    | 2011년 6월 14일  | 2011년 12월 5일  | 17   | 4    | 5    | 8    | 15   | 21   | −6   | 23.53 | [ 16 ] |
| 베티스 B           | 스페인    | 2014년 6월 25일  | 2016년 1월 11일  | 54   | 18   | 10   | 26   | 57   | 68   | −11  | 33.33 | [ 17 ] |
| 베티스 (감독 대행) | 스페인    | 2014년 11월 25일 | 2014년 12월 23일 | 6    | 4    | 0    | 2    | 10   | 6    | +4   | 66.67 | [ 18 ] |
| 베티스             | 스페인    | 2016년 1월 11일  | 2016년 5월 25일  | 20   | 6    | 7    | 7    | 21   | 28   | −7   | 30.00 | [ 19 ] |
| 짐나스틱           | 스페인    | 2016년 12월 28일 | 2017년 5월 20일  | 20   | 6    | 9    | 5    | 25   | 23   | +2   | 30.00 | [ 20 ] |
| 코르도바           | 스페인    | 2017년 10월 18일 | 2017년 12월 4일  | 7    | 0    | 3    | 4    | 5    | 11   | −6   | 0.00  | [ 21 ] |
| UCAM 무르시아      | 스페인    | 2019년 4월 29일  | 2019년 6월 11일  | 3    | 2    | 0    | 1    | 4    | 4    | 0    | 66.67 | [ 22 ] |
| 경력 합계          | 경력 합계 | 경력 합계        | 경력 합계        | 127  | 40   | 34   | 53   | 137  | 161  | −24  | 31.50 | —      |